# FK Mariupol
FK mariupol er en professionel ukrainsk fodboldklub fra Mariupol. Klubben har hjemmebane på Boiko stadion (kapacitet 12.680).

## Historiske slutplaceringer
| Sæson   | Niveau | Liga         | Placering | Kilde |
| ------- | ------ | ------------ | --------- | ----- |
| 2017–18 | 1.     | Premier Liga | 5.        | [ 1 ] |
| 2018–19 | 1.     | Premier Liga | 4.        | [ 2 ] |
| 2019-20 | 1.     | Premier Liga | 8.        | [ 3 ] |
| 2020-21 | 1.     | Premier Liga | 11.       | [ 4 ] |
| 2021-22 | 1.     | Premier Liga | K.        | [ 5 ] |

## Klubfarver
| MARIUPOL | MARIUPOL |